# Maria Luíza Fontenele
Maria Luíza Menezes Fontenele (Quixadá, 27 de novembro de 1942) é uma professora universitária,  ex-parlamentar e ativista brasileira, mais conhecida por ter sido prefeita de Fortaleza, entre 1986 e 1989. Foi a primeira mulher a ser eleita prefeita de uma capital de estado brasileiro, além de ser a primeira prefeita de capital eleita pelo Partido dos Trabalhadores (PT).

## Trajetória e atuação política
Filha de Diva Menezes Fontenele e Antonino Fontenele, Maria Luiza iniciou sua militância no movimento estudantil secundarista, tendo integrado a Juventude Estudantil Católica e o Centro Liceal dos Estudantes cearenses. Posteriormente, como aluna do curso de Serviço Social da Universidade Federal do Ceará (UFC), atuou nas comunidades carentes do Pirambu (Fortaleza) e foi vice-presidente do Diretório Acadêmico da Escola de Serviço Social. Graduou-se em 1965 e foi Chefe do departamento de Ação Comunitária da Fundação de Serviço Social de Fortaleza. Em 1967, tornou-se professora da UFC. Concluiu seu curso de mestrado em Sociologia, na Universidade Vanderbilt, nos Estados Unidos em 1973.
Como deputada estadual eleita pelo extinto MDB (1979-1982), reeleita posteriormente, pelo PMDB (1983-1986), foi relatora do Estatuto do Magistério. Participou da oposição à ditadura e do Movimento Feminino pela Anistia aos presos e perseguidos por crimes políticos.
Em 1985, concorrendo por um partido de oposição de esquerda que dava os seus primeiros passos (o PT), foi a primeira mulher a ser eleita prefeita de uma capital. Na campanha, as pesquisas apontavam Paes de Andrade em primeiro lugar, com 50% das intenções de voto, e Lúcio Alcântara, em segundo lugar, com 21%. A então jovem professora do curso de Ciências Sociais da Universidade Federal do Ceará (UFC) aparecia na terceira posição, com 10%. O resultado da eleição surpreendeu a todos, inclusive o PT, que sequer possuía um projeto consistente para a cidade, dada a descrença na vitória. Maria Luiza assumiu uma prefeitura endividada, com uma folha de pagamento do tamanho da receita do município e uma política fiscal que concentrava ainda mais que hoje os recursos nas mãos da União e dos Estados. Sem dinheiro, sem apoio do então governador Tasso Jereissati, e com um discurso socialista, ela enfrentou uma greve geral dos servidores municipais e grande insatisfação popular. Terminou sua administração em meio a desentendimentos com  o PT e com as ruas de Fortaleza tomadas pelo lixo. Em 1987, foi expulsa do partido e filiou-se ao PSB.
Em 1990 foi eleita deputada federal pelo PSB. Durante seu mandato (1991-1995)  participou, no Congresso Nacional, da elaboração da Lei de Diretrizes e Bases da Educação. Também integrou a Comissão Parlamentar de Inquérito que investigou a prostituição infantil no Brasil. Defendeu a educação pública de qualidade, a reforma agrária e a reforma urbana. Em 1993, deixou o PSB e filiou-se ao PSTU, partido que integrou até 1998.
Professora aposentada da UFC, continua a participar do movimento social do Ceará. É uma das fundadoras da União das Mulheres Cearenses (UMC) e do Grupo Crítica Radical, que criou, juntamente com  Rosa Maria Ferreira da Fonseca, Jorge Paiva e Célia Zanetti. O grupo atua em várias frentes, em campanhas contra a violência, contra a criminalização dos movimentos sociais e pelo direito à memória e à verdade sobre torturas, mortes e desaparecimentos do período da ditadura militar. O grupo também prega o boicote às eleições, como forma de protesto contra o establishment político brasileiro.
Em 2011, Maria Luíza viajou para a  Nova York para seguir de perto o movimento Occupy Wall Street
Do seu casamento com Agamenon Tavares de Almeida, tem uma filha, Andrea.